# Malte Knapp

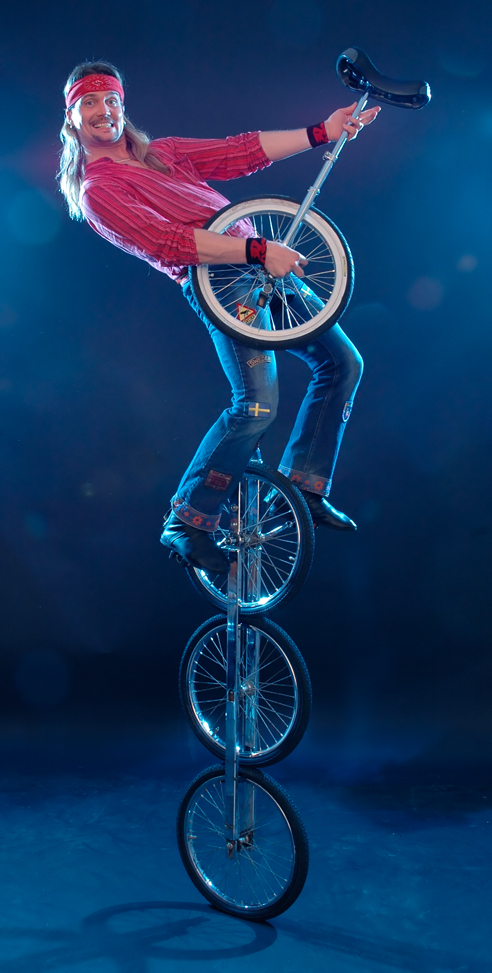
Malte Knapp

Nils Malte Birger Knapp, född 30 januari 1973 i Bjurholm, är en svensk cirkusartist.
Knapp gjorde sitt första professionella framträdande som 14-åring på Bjurholms sommardagar. Vid 17 års ålder startade hans internationella karriär på Cirkus Agora och han har därefter turnerat med ett stort antal internationella cirkusar och varietéer, och också medverkat i ett flertal TV-shower världen över.
Från den 1 juli 2008 till den 30 juni 2009 var Knapp kontrakterad att arbeta för Circus Circus i Las Vegas.

## TV-shower
- 2009 God Morgon Norge, TV2, Norge
- 2008 Circo Massimo, Rai3, Rom
- 2007 Super Nord, DR1 Danmark
- 2006 Tokiwa Park, TV-Asahi Japan
- 2006 Sören Östergards Varieté, DR1 Danmark
- 2005 Asoluta Mente Record, Rai1 Italien
- 2004 Le Plus Grand Cabaret Du Mond, TV2 Frankrike
- 2004 Hoode Jägarna, NRK2 Norge
- 2002 Jubileumsgala, TV2 Norge
- 2002 Jul Jul Jul, SVT1 Sverige
- 2000 Varieté i Berlin, SVT2 Sverige
- 2000 Circo Monumental, RTP1 Portugal
- 2000 Ylle kaksi, YLE TV2 Finland
- 2000 Ta Chansen, TV3 Norge
- 2000 The Big Stage, BBC Storbritannien
- 2000 Massimo, Rai3 Italien
- 2000 Noches De Fiesta, TV España Spanien
- 1998 Carl-Einars Varieté, SVT1 Sverige
- 1998 När Karusellerna Sover, SVT1 Sverige
- 1997 Rampljus, ZTV Sverige
- 1996 God Morgon Norge, NRK1 Norge
- 1994 Nu Eller Aldrig, NRK2 Norge
- 1994 Cafe Karlstad, SVT2 Sverige
- 1993 Barne Kanalen, DR2 Danmark
- 1992 Kapten Willy Show, TV4 Sverige
- 1991 Disney Klubben, SVT1 Sverige
- 1991 Korea State Army Circus TV State TV Korea
- 1990 Korea State Army Circus TV State TV Korea
- 1989 Oldsberg för närvarande, SVT2 Sverige
- 1988 Liv i Luckan, SVT1 Sverige

## Nöjesparker
- 2007 Phantasia Land, Tyskland
- 2006 Tivoli Köpenhamn, Danmark
- 2004 Ålborg Tivoli, Danmark
- 2004 Tivoliland, Danmark
- 2003 Liseberg, Sverige
- 2002 Gröna Lund, Sverige
- 2001 Århus Tivoli, Danmark
- 1998 Liseberg, Sverige
- 1996 Sommarland Syd, Danmark
- 1994 Bon-Bon Land, Danmark
- 1992 Folkparks Turné, Sverige
- 1991 Kongeparken, Norge
- 1991 Astrid Lindgrens Värld, Sverige
- 1991  Tusenfryd, Norge

## Cirkus
- 2007 Circo Ventura, Chile
- 2005-2006 Circus Flic Flac, Tyskland
- 2003-2004 Moskva Statscirkus europaturné, Europa
- 2003 Circus Scott, Sverige
- 2003 Sommar Cirkus Agora, Norge
- 2002-2003 Sommar Cirkus De Lune, Schweiz
- 2001-2002 Vinter Cirkus Krone, Tyskland
- 2002  Colliseo Portugal, Portugal
- 2002 Sommar Cirkus Olympia (gästspel), Sverige
- 2000 Sommar Cirkus Brazil Jack (gästspel), Sverige
- 2000 Vinter Moira Orfei (gästspel), Italien
- 2000 Cirkus Stadt ShowBurg, Holland
- 1999-2000 Vinter Cirkus Expo Center, Holland
- 1998-1999 Vinter Cirkus Sarrasani, Tyskland
- 1994-1998 fem somrar Cirkus Skratt, Sverige
- 1993 Sommar Cirkus Arena, Danmark
- 1991-1992 Vinter Cirkus Martin Hanson, Holland
- 1990 Sommar Cirkus Agora, Norge
- 1988 Sommar Cirkus Harlekin, Sverige

## Varietéer
- 2007 Mall of the Emirates, Förenade Arabemiraten
- 2007 Spiegeltent, Danmark
- 2006 Sören Östergards Varieté, Danmark
- 2005 Etcetera Varieté, Tyskland
- 2003 Carl-Einars Häckners Jubileums Varieté, Sverige
- 2002 Palace de Sport Grenoble, Frankrike
- 2001 Rødekro, Danmark
- 2000 After Shave & Galenskaparnas Julshow, Sverige
- 2000 Chamelion Varieté, Tyskland
- 1998 Carl-Einars Häckners Varieté, Sverige
- 1995 Salabamlom Varieté, Sverige
- 1990 Frölunda Varieté, Sverige

## Festivaler
- 2006 Taido Gai World Cup, Japan
- 1993 BMX World Championsship, Norge
- 1991 Spring Friendship Art Festival, Nordkorea
- 1990 Spring Friendship Art Festival, Nordkorea

## Priser
- 1990 Lions Bjurholm Stipendium, Sverige
- 1990 Prisvinnare vid Spring Friendship Art Festival, Nordkorea
- 1989 Bjurholm Kommuns Stipendium, Sverige
- 1989 2:a Plats i Sveriges Största Talangtävling, Sverige